# ローレンシア大陸

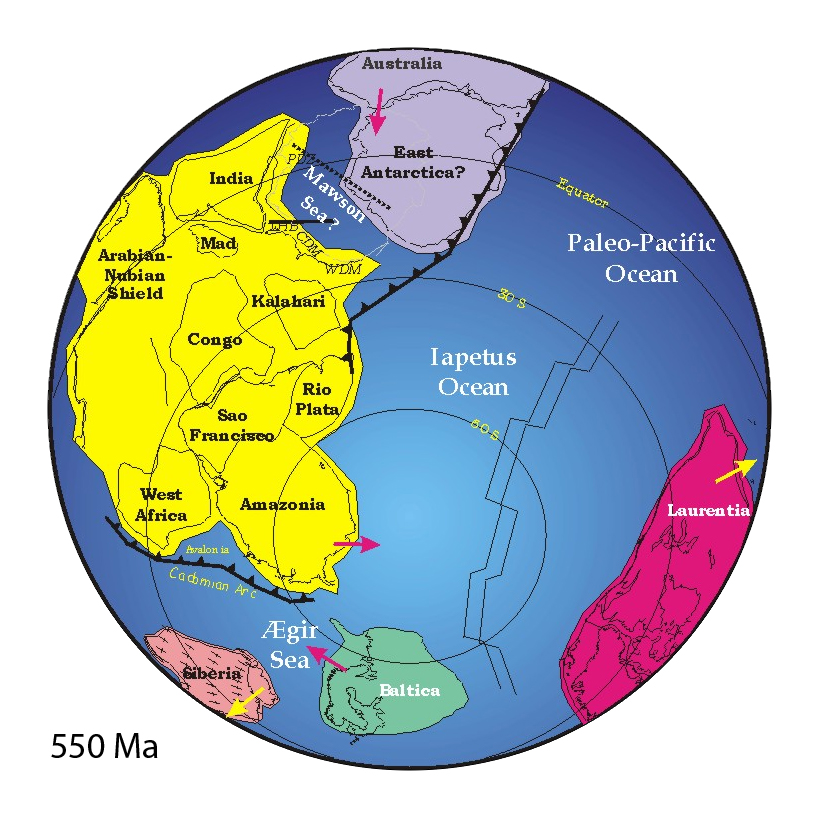
5億5千年前の大陸。ローレンシアは濃い桃色の部分(画面右下)。

ローレンシア大陸（ローレンシアたいりく、Laurentia）は、プレートテクトニクス理論にて、超大陸・パンゲア大陸より以前にあったとされる超大陸の一つで、約19億年前に形成された。現在のグリーンランドを含む北アメリカ大陸の主要部分と、スカンジナビア半島を中心とするヨーロッパ大陸の一部に相当する。
名前は北アメリカ大陸にあるセントローレンス川とそれに由来するローレンシア山脈、ローレンシア楯状地に由来する。
最近では、ローラシア大陸と混同されやすいため、North Europe and North American の頭文字をとったヌーナという言葉が使われることもある。あるいは、ローレンシア大陸は、ヌーナ大陸の一部とも考えられる。
以前は、地球上に出現した最初の超大陸だと考えられていたが、地球物理学の観点からもっと古い25億年前のケノーランド大陸や30億年以上前にも超大陸があった、と指摘されるようになった。